# Хутия Кабреры
Хутия Кабреры (лат. Mesocapromys angelcabrerai) — вид грызунов рода Mesocapromys, эндемик острова Куба. Вид назван в честь испанского зоолога, автора более 200 научных работ, доктора Анхеля Кабреры Латорре (Angel Cabrera Latorre, 1879—1960), работавшего в течение 25 лет в Мадридском музее естественной истории.

## Описание
Длина тела животных от 60 до 90 сантиметров, голова широкая с маленькими, узкими глазами. Мех короткий, от коричневого до серого цвета, имеет мягкий короткий подшёрсток, которой покрывает всё тело и длинный хвост. Лапы короткие. От прочих грызунов отличаются наличием трёхкамерного желудка.

## Распространение
Обитает только в мангровых лесах на островах Ана-Мария, расположенных к югу от острова Куба. На самом острове Куба были обнаружены недалеко от портового города Хукаро, где в 1970 году были найдены два экземпляра. С тех пор дальнейших сообщений о наблюдениях не было.

## Образ жизни
Хутия Кабреры питается частями растений и мелкими животными, которых находит в манграх в своей среде обитания. В зарослях мангровых деревьев, в основном красного мангрового дерева, животные строят из веток и листьев свои гнёзда диаметром около одного метра с несколькими входами и выходами. Об образе жизни и размножении этих ночных животных известно мало. Естественными врагами являются змеи и хищные птицы.

## Природоохранный статус
Вид находится под угрозой вымирания из-за разрушения среды обитания, охоты, и завезённых людьми собак, кошек и мангустов. Вполне возможно, что чёрная крыса (Rattus rattus) является конкурентом хутии Кабреры. Для охраны животных на островах Cayos de Ana María был создан природный заповедник.